# Cyornis omissus
El papamoscas de Célebes (Cyornis omissus) es una especie de ave paseriforme de la familia Muscicapidae endémica de las Célebes.

## Distribución y hábitat
Se encuentra únicamente en la isla de Célebes y algunas islas menores circundantes como las Togian e islas Selayar, en Indonesia. Su hábitat natural son los bosques húmedos tropicales.